# Säffle OK
Säffle OK var en orienteringsklubb från Säffle. Klubben bildades 1943 och var dessförinnan en orienteringssektion inom SK Sifhälla.
Klubben var som mest framgångsrik under 1970- och 80-talen. Klubbens damlag tog brons vid budkavle-SM 1984, kom på sjunde plats 1979 och blev trea i Jukolakavlen 1985. Herrlaget har en tolfteplats i Tiomilas herrklass 1975 som största framgång. 
Den flerfaldiga orienteringsvärldsmästarinnan Annichen Kringstad fostrades i klubben.
Bland större tävlingsarrangemang som man har stått för kan nämnas Nordiska mästerskapen 1963 och en etapp i O-Ringen 1976.
På grund av minskande medlemsantal slogs föreningen ihop med Säffle Skidklubb till Säffle IK 2023.